# 마리 램버트
마리 램버트(영어: Dame Marie Rambert, 1888년 2월 20일 ~ 1982년 6월 12일)는 폴란드에서 태어난 발레리나, 발레 교육자이다.

## 서훈
- 1953년 대영 제국 훈장 3등급(CBE)[1]
- 1957년 프랑스 레지옹 도뇌르 훈장 슈발리에
- 1962년 대영 제국 훈장 2등급(DBE, 작위급 훈장)[2]